# Elanella paenelanitica
Elanella paenelanitica is een eenoogkreeftjessoort uit de familie van de Canuellidae. De wetenschappelijke naam van de soort is voor het eerst geldig gepubliceerd in 1982 door Fiers.